# Sredets Point
Der Sredets Point (englisch; bulgarisch нос Средец nos Sredez) ist eine 400 m lange und vereiste Landspitze an der Südostküste von Smith Island im Archipel der Südlichen Shetlandinseln. Sie liegt 16,9 km südwestlich des Kap Smith, 16,3 km nordöstlich des Kap James und 3,4 km südöstlich des Antim Peak. Die Landspitze trennt die Mündung des Kriwodol-Gletschers im Norden von derjenigen des Pashuk-Gletschers im Süden.
Bulgarische Wissenschaftler kartierten sie 2009. Die bulgarische Kommission für Antarktische Geographische Namen benannte sie 2015 nach der Ortschaft Sredez in der Oblast Burgas im Südosten und der Ortschaft Sredez in der Oblast Stara Sagora im Süden Bulgariens.